# Copelatus owas
Copelatus owas är en skalbaggsart som beskrevs av Régimbart 1895. Copelatus owas ingår i släktet Copelatus och familjen dykare. Inga underarter finns listade i Catalogue of Life.